# Metrosideros tetrasticha
Metrosideros tetrasticha är en myrtenväxtart som beskrevs av André Guillaumin. Metrosideros tetrasticha ingår i släktet Metrosideros och familjen myrtenväxter. Inga underarter finns listade i Catalogue of Life.